# Светско првенство у биатлону 1965.
Светско првенство у биоатлону 1965. било је 6. Светско првенство у биатлону у мушкој конкуренцији 20. фебруара 1965. у норвешком граду Елверуму
.  
Одржана је само једна трка у дисциплини појединачно на 20 км, за коју су додељене медаље. Резултати у екипној конкуренцији добијени су сабирањем времена тројице најбољих такмичара земље коју су заступали. Осим ове трке у незваничној  конкуренцији одржана је и трка штафета 4 х 7,5 км. Ови резултати су били незванични у медаље нису додељиване. Штафетне трке су постале део званичног програма на светским првенствима од 1966. године.

## Земље учеснице
Учествовало је 48 биатлонаца из 13 земаља.
| Азија (2)                                                           | Азија (2)                                             | Азија (2)                                                                       |
| ------------------------------------------------------------------- | ----------------------------------------------------- | ------------------------------------------------------------------------------- |
| Јапан (2)                                                           |                                                       |                                                                                 |
| Европа (46)                                                         |                                                       |                                                                                 |
| - Чехословачка (4) - Финска (4) - Источна Немачка (2) - Италија (4) | - Норвешка (4) - Пољска (4) - Румунија (4) - СССР (4) | - Швајцарска (3) - Шведска (4) - Уједињено Краљевство (4) - Западна Немачка (3) |

## Освајачи медаља

### Мушкарци
| Дисциплина        |                        | Време                 | Заостатак |                        | Време                 | Заостатак |                         | Време                 | Заостатак |
| 20 км појединачно | Олав Јордет (Норвешка) | 1.23:34,9 2 (2+0+0+0) | -         | Николај Пузанов (СССР) | 1.23:57,0 2 (0+0+0+2) | 22,1      | Анти Тирвајнен (Финска) | 1.23:57,6 0 (0+0+0+0) | 22,7      |

За сваки промашај мете добијала се казна од 2 додатна минута.

## Биланс медаља
|    | Земља           |   |   |   |   |
| -- | --------------- | - | - | - | - |
| 1. | Норвешка        | 1 | - | - | 1 |
| 2. | Совјетски Савез | - | 1 | - | 1 |
| 3. | Финска          | - | - | 1 | 1 |
|    | Укупно (3)      | 1 | 1 | 1 | 3 |

|    | Земља           |   |   |   |    |
| -- | --------------- | - | - | - | -- |
| 1. | Совјетски Савез | 3 | 3 | 2 | 8  |
| 2. | Финска          | 1 | 2 | 3 | 6  |
| 3. | Шведска         | 1 | 1 | 1 | 3  |
| 4. | Норвешка        | 1 | 0 | 0 | 1  |
|    | Укупно (4)      | 6 | 6 | 6 | 18 |

### Вишеструки освајачи медаља после 5. СП 1958—65.
|    | Биатлонац        | Земља           |   |   |   |   |
| -- | ---------------- | --------------- | - | - | - | - |
| 1. | Владимир Меланин | Совјетски Савез | 3 | 0 | 0 | 3 |
| 2. | Анти Тирвајнен   | Финска          | 0 | 2 | 2 | 4 |

## Незванични програм
У незваничном програму биле се две дисциплине: екипна трка и трка штафета 4 х 7,5 км.
У екиној трци су учествовале све земље које су имале најмање 3 биатлонца, а резултат се добио сабирањем резултата прва 3 такмичара из исте екипе.
| Дисциплина         | 1. екипа                                                             | Време     | 2. екипа                                                                     | Време     | 3. екипа                                                                            | Време     |
| Екипна трка        | Норвешка · Улав Јордет · Ула Верхауг · Ивар Норкилд                  | 4.18:00,9 | СССР · Николај Пузанов · Владимир Меланин · Ваасилиј Макаров                 | 4.20:49,6 | Пољска · Станислав Шчепањак · Јозеф Рубиш · Јозеф Гонсјеница Собчак                 | 4.25:12,9 |
| Штафета 4 х 7,5 км | Норвешка · Ула Верхауг · Улав Јордет · Рагнар Твејтен · Ивар Норкилд | 2.02:34   | Шведска · Гунар Сануелсон · Таге Лундин · Свен-Олов Акелсон · Холмфрид Олсон | 2.04:32   | СССР · Валентин Пшењицин · Владимир Меланин · Александар Привалов · Николај Пузанов | 2.05:46   |